# Jerzy Garda

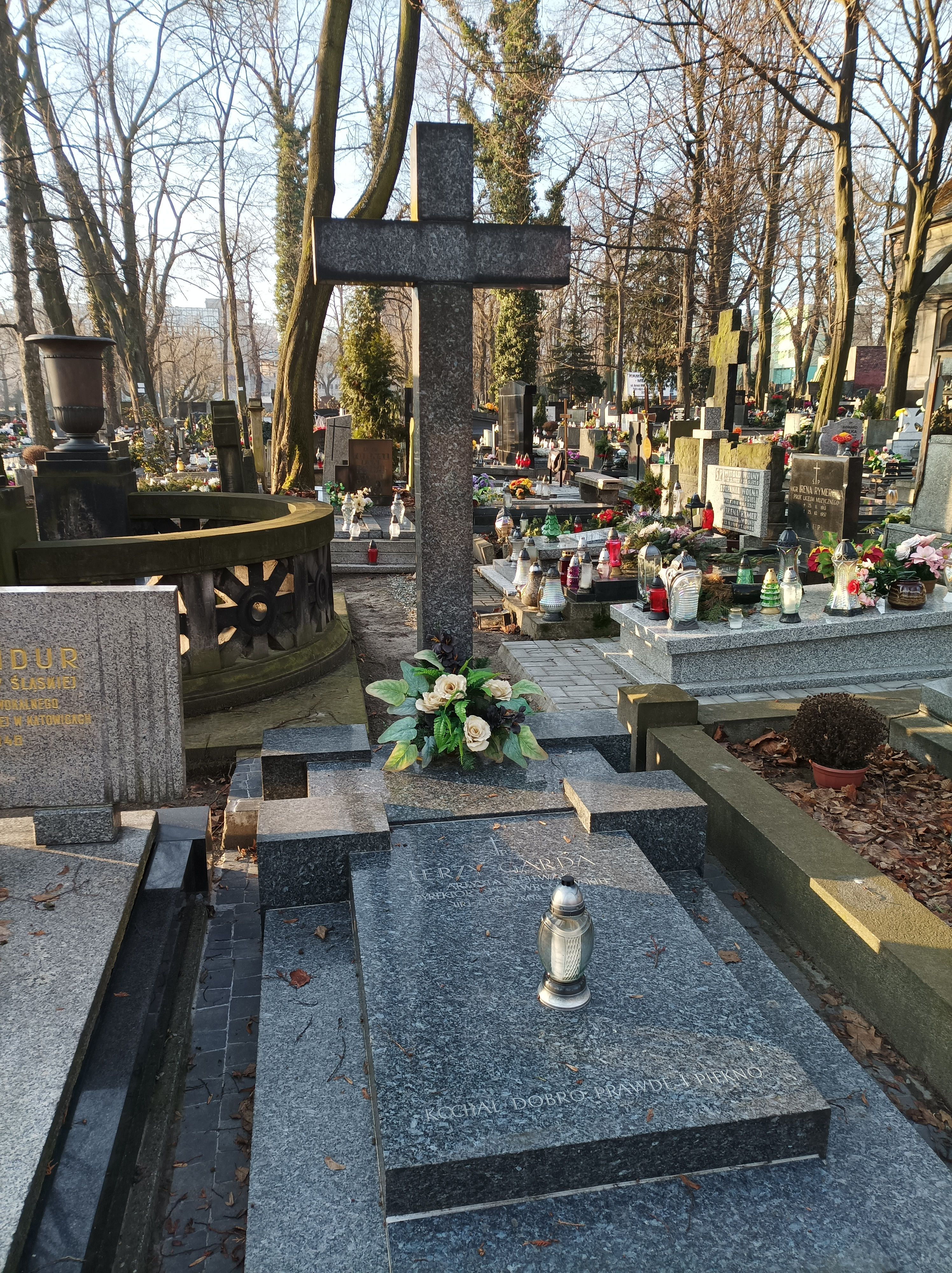
Grób Jerzego Gardy na cmentarzu katolickim przy ul. Francuskiej w Katowicach

Jerzy Garda, pierwotnie Jerzy Helman (ur. 3 lipca 1903 w Zawierciu, zm. 18 marca 1951 we Wrocławiu) – polski śpiewak operowy (baryton).
Występował na wielkich scenach operowych Europy, w tym w mediolańskiej La Scali. Ukończył Prywatne Gimnazjum Męskie w Zawierciu, studiował prawo i romanistykę na Uniwersytecie Warszawskim, muzykę i wokalistykę w Mediolanie. Po wojnie związany z teatrami operowymi w Bytomiu i Poznaniu, w latach 1949–1951 dyrektor Opery Wrocławskiej. Jego imię noszą ulice w Zawierciu i Wrocławiu.
Postanowieniem prezydenta Bolesława Bieruta z 1 marca 1951 został odznaczony Krzyżem Komandorskim Orderu Odrodzenia Polski za wybitne zasługi położone w dziedzinie upowszechnienia muzyki.
Jego siostrą była Irena Helman (ur. 24 września 1897 w Zawierciu, zm. 8 marca 1986 w Katowicach) żona Zygmunta Sowińskiego (ślub 19 czerwca 1923), która po drugiej wojnie światowej zamieszkała w Katowicach i utrzymywała się z prywatnych lekcji muzyki i języków.